# Rudolf von Perger
Rudolf von Perger (Rudolf František Josef svobodný pán Perger) (13. ledna 1869 Chrudim – 19. května 1945 Furth im Wald) byl majitel velkostatku Kanice a politik.

## Životopis
Pocházel z úřednické rodiny Pergerů povýšené v roce 1815 do šlechtického stavu. Narodil se jako starší syn okresního hejtmana v Chrudimi a místodržitelského rady Eduarda von Pergera (1816–1894), po matce byl synovcem Emila Škody. Absolvoval gymnázium v Praze a Vídni, ve Vídni dále studoval na univerzitě, 1891 získal titul JUDr. Do roku 1894 působil jako úředník na finanční prokuratuře, po smrti otce převzal velkostatek Kanice, jehož správě se věnoval zbytek života. V letech 1901–1913 byl volen za velkostatkářskou kurii poslancem na Českém zemském sněmu. Od roku 1902 působil v české Hypoteční bance, od roku 1916 i zástupce generálního ředitele. V roce 1945 mu byl majetek konfiskován podle Benešova dekretu.
Za života byl oceněn povýšením do stavu svobodných pánů (1914) a v roce 1917 byl pozván do Panské sněmovny.
V roce 1894 se v Rokycanech oženil s Annou Fitzovou (1871–1945), dcerou důlního ředitele Johanna Fitze. Měli spolu dva syny.